# Castello di Morpeth
Il castello di Morpeth (in inglese Morpeth Castle) è una fortezza in rovina della cittadina inglese di Morpeth, nel Northumberland (Inghilterra nord-orientale), eretto nella metà del XIV secolo, ma le cui origini risalgono all'XI secolo.
È classificato come castello di primo grado.

## Storia
Nell'XI secolo, nel corso dell'espansione dei Normanni nel nord dell'Inghilterra, venne eretto in loco un motte e bailey, che venne però distrutto da re Giovanni nel 1215 o 1216.
Nel 1271, ciò che rimaneva dell'antica fortezza passò dalla famiglia De Merlay nelle mani della famiglia Greystoke dopo un matrimonio. In seguito, l'antico castello venne rimpiazzato negli anni quaranta-cinquanta del XIV secolo da una nuova fortezza, realizzata per volere di Lord Greystoke.
Nel 1516, soggiornò per quattro mesi nel castello di Morpeth Margherita, sorella di Enrico VIII d'Inghilterra e vedova di Giacomo IV di Scozia.
Nel 1644, nel corso della guerra civile inglese, si assistette per 20 giorni all'assedio di 2.700 soldati fedeli alla Corona contro 500 Scozzesi asserragliati nel castello. In seguito, sempre in quell'anno, il castello venne descritto come un edificio in rovina.
Delle opere di restauro nel corso del XVII secolo e tra il 1857 e il 1858.

## Architettura
Della fortezza rimane intatto l'ingresso, costituito da tre piani.